# Prestons, New South Wales
Prestons este o suburbie în Sydney, Australia.